# 措迪洛山
措迪洛山是博茨瓦纳西北部的一座山，共有四座主峰，目前是联合国教科文组织世界遗产。该地区包含4,500多幅岩石绘画，占据喀拉哈里沙漠地区10 km²的面积。

## 地理
该地包含4座主峰，最高峰海拔1400 米，位于18°46′18″S 21°45′15″E / 18.77167°S 21.75417°E。这同时也被认为是博茨瓦纳的最高点。四座山峰通常被形容成“男人”、“女人”、“孩子”和一个未命名的小圆丘。

## 绘画
联合国教科文组织认为，措迪洛山包含4,500多幅岩石绘画。其中大多数的绘画是在“男人”山峰中发现的，一些画至今有24,000多年。这里有众多的绘画，但大多在远离中心的地方。

## 世界遗产
2001年，该地区被列为联合国教科文组织世界遗产，面积4800 ha，缓冲区面积70400 ha。该世界遗产被认为满足世界遺產登錄基準中的以下基準而予以登錄：
- （i）表现人类创造力的经典之作。
- （iii）呈现有关现存或者已经消失的文化传统、文明的独特或稀有之证据。
- （vi）具有显著普遍价值的事件、活的传统、理念、信仰、艺术及文学作品，有直接或实质的连结（世界遗产委员会认为该基准应最好与其他基准共同使用）。